# Kiều Hạnh
Kiều Hạnh (1920 - 1985) là một nữ kịch sĩ và tài tử điện ảnh Việt Nam.

## Lịch sử
Kiều Hạnh là nghệ danh của Phạm Thị Hạnh, sinh ngày 14 tháng 10 năm 1920 tại Rue Takou (Phố Hàng Cót), Hà Nội. Ngay từ khi còn là nữ sinh, Phạm Thị Hạnh đã say mê ánh đèn sân khấu, nhất là khi có những gánh cải lương Nam Kỳ ra Bắc biểu diễn, phải tìm mọi cách để được xem.
Lớn thêm một chút, bà xin gia nhập đoàn kịch Sao Vàng của Thế Lữ với vai trò kịch sĩ, bắt đầu sử dụng nghệ danh Kiều Hạnh từ năm 1945, lần đầu bước lên sân khấu là tại Huế năm 1945 với vở Đề Thám. Sau đó Kiều Hạnh kết hôn với Phạm Đình Sĩ (công chức của Sở Thuế quan Đà Nẵng), trai trưởng của Phạm Đình Phụng và cũng là cháu gọi bằng chú của Thế Lữ.
Theo hồi tưởng của nhạc sĩ Phạm Duy, sau khi cuộc kháng chiến toàn quốc bùng nổ, cụ Phạm Đình Phụng đưa vợ và tất cả con cháu lên Việt Bắc. Trong khi Phạm Đình Sĩ tham gia các công tác đoàn thể thì Kiều Hạnh nghỉ diễn, ở nhà lo trồng rau nuôi mấy miệng ăn. Năm 1950 bà cùng chồng con về Thanh Hóa ở với đại gia đình. Vì tình cảnh mỗi lúc một khốn khó, vào năm 1951, cụ Phạm Đình Phụng lại đưa cả gia tộc từ Thanh Hóa hồi cư về Hà Nội; gia đình Phạm Đình Sĩ và Kiều Hạnh ít lâu sau di cư vào Sài Gòn, ban đầu sinh hoạt tại Radio France Asie cùng Ban hợp ca Thăng Long.
Tên tuổi Kiều Hạnh bắt đầu được khán giả Miền Nam Việt Nam biết khi chia vai với Xuân Dung và diễn thành công trong các vai Phồn Y và Thị Phượng trong vở Lôi vũ (1954) của ban kịch Hoa Lan. Ở miền đất mới, nữ kịch sĩ Kiều Hạnh dần trở thành gương mặt quen thuộc trên sân khấu cũng như truyền hình THVN qua các vai diễn đa sắc diện trong các vở thoại kịch: Trở về, Hai thái cực, Hạnh phúc gia đình và Bà mẹ quê. Bà cũng được mời thủ các vai phụ trong nhiều xuất phẩm điện ảnh, thường là vai người mẹ: Ngày về, Đất lành, Lòng mẹ, Con tôi đã chết, Hòa bình, Sóng tình, Trường tôi và Triệu phú bất đắc dĩ.
Tuy nhiên, Kiều Hạnh nổi tiếng hơn cả với vai trò phụ trách Ban Tuổi Xanh (ban sơ có tên Thiếu Sinh Nhi Đồng) cùng phu quân. Hợp ca thiếu nhi này lẫy lừng trên sóng phát thanh VTVN và Đài Truyền hình số 9 từ thập niên 1950 cho đến năm 1975. Ban đầu có Mai Hương, Mai Hân, Bạch Tuyết, Bích Chiêu, Tuấn Tùng, Đoan Trang, Kim Chi, Tuấn Ngọc và Quốc Thắng. Sau đó có thêm Hoàng Oanh, Phương Tâm, Phương Mai, Xuân Thu, Tý Hon, Quỳnh Mai và Vân Hòa. Ban Tuổi Xanh trở thành nơi ươm mầm cho nhiều thế hệ ca sĩ thượng hạng Việt Nam về sau.
Sau ngày thống nhất, bà Kiều Hạnh tiếp tục được mời tham gia đóng phim, đáng kể là một vai trong Ván bài lật ngửa.

## Gia thất
Bà Kiều Hạnh kết hôn với ông Phạm Đình Sĩ, sinh được 2 gái và 1 trai. Hai con gái của bà là các ca sĩ Mai Hương và Bạch Tuyết, người con trai tên là Lan Sơn.
Bà có người em gái tên là Khuê, là diễn viên kịch Thùy Chi (Cô Thôn). Bên ngoại, bà có người em họ là nhạc sĩ Lương Ngọc Trác.